# Impatiens druartii
Impatiens druartii är en balsaminväxtart som beskrevs av Fischer och Raheliv. Impatiens druartii ingår i släktet balsaminer, och familjen balsaminväxter. Inga underarter finns listade i Catalogue of Life.